# Claude-Marie-Louis-Emmanuel Carbon de Flins des Oliviers
Claude-Marie-Louis-Emmanuel Carbon de Flins des Oliviers (* 24. Dezember 1758 in Reims; † 11. Juli 1806 in Vervins) war ein französischer Schriftsteller.

## Leben und Werk
Flins des Oliviers, der sich Carbon nannte, ging nach Paris, kaufte sich (mit dem Geld seiner Eltern) eine Beamtenstelle und trat mit Dichtung hervor, unter anderem 1779 zum Lob Voltaires. Er schrieb für den Almanach des Muses und veranstaltete 1785 eine erste Ausgabe der Werke von Antoine Bertin. Zusammen mit Louis de Fontanes gab er 1790 das Journal de la ville et des provinces ou le Modérateur heraus. Durch die Französische Revolution verlor er sein Einkommen und begann für das Theater zu schreiben. Am bekanntesten wurde 1790 seine von der Comédie-Française aufgeführte Verskomödie Le réveil d’Epiménide à Paris, ein frühes Revolutionsdrama, in dem der altgriechische Philosoph Epimenides 1790 in Paris erwacht und die Folgen der Revolution begutachtet (1989 ins Deutsche übersetzt).
1791 kam es zur Aufführung von Le Mari directeur ou le Déménagement du couvent (nach Jean de La Fontaines Verserzählung Le mari confesseur) und 1792 von La Jeune Hôtesse (nach Carlo Goldonis Mirandolina). 1797 zog sich Flins in das Pfarrhaus von Sermiers bei Reims zurück. 1805 wurde er dank Vermittlung seines Freundes Fontanes kaiserlicher Kommissar beim Gericht von Vervins. Dort starb er 1806 im Alter von 47 Jahren.
In seinen Mémoires d’outre-tombe erinnert sich François-René de Chateaubriand im Juni 1821 an das Jahr 1787, in dem er mit Flins des Oliviers bekannt wurde, durch den er wiederum Fontanes kennenlernte. Chateaubriand beschreibt auf einer ganzen Seite die Person und die Lebensumstände von Flins. Er nennt ihn « homme d’esprit et parfois de talent ».

## Werke (moderne Ausgaben)
- Le réveil d’Epiménide à Paris. In: Rivoluzione e scena. La dura realtà (1789–1799). Hrsg. Giovanna Trisolini. Bulzoni, Rom 1988.

- Le Réveil d’Épiménide à Paris. Comédie en un acte, en vers. Macmillan, Oxford 1992.

- (deutsch) 1789. Bilderbogen der Neuen Zeit. Des Epimenides Erwachen zu Paris. Komödie von C.M.L.E Carbon de Flins des Oliviers. In: Vorhang auf für die Revolution. Das französische Theater 1789–1794. Hrsg. Annette Graczyk. Quadriga, Weinheim 1989, S. 65–94. (übersetzt von T. S. Wohlfeil und A. Graczyk)